# Karuvārakundu
Karuvārakundu är en ort i Indien.   Den ligger i distriktet Malappuram och delstaten Kerala, i den södra delen av landet, 2 000 km söder om huvudstaden New Delhi. Karuvārakundu ligger 78 meter över havet och antalet invånare är 36 956.
Terrängen runt Karuvārakundu är varierad, och sluttar västerut. Runt Karuvārakundu är det tätbefolkat, med 427 invånare per kvadratkilometer. Närmaste större samhälle är Mannārakkāt, 19,8 km sydost om Karuvārakundu. I omgivningarna runt Karuvārakundu växer huvudsakligen savannskog.